# مندن (زاورلند)
شهر مندن (به آلمانی: Menden) در ایالت نوردراین-وستفالن در کشور آلمان واقع شده‌است.